# R・ケリー
R・ケリー（R. Kelly、本名: Robert Sylvester Kelly、1967年1月8日 - ）は、アメリカ合衆国イリノイ州シカゴ出身のR&Bシンガーソングライター、音楽プロデューサー。組織的不正行為（Racketeering）・性犯罪等で有罪判決を受けた。 

## 概要
R・ケリーは、1980年代半ば以降に最も成功したR&Bアーティストの一人と考えられており、世界で最も売れた音楽アーティストの1人であった。また、世界中で7500万以上枚のレコードを販売した。アメリカで3,000万枚以上のアルバムを売り上げ、アメリカで最も売れた音楽アーティストの一人であり、同リストのトップ50に入った5人目の黒人アーティストであった。「ローリング・ストーン」は、「間違いなく1990年代と2000年代で最も重要なR＆Bの人物」と評した。評論家は彼を「キング・オブ・R&B」と呼んだが、彼は自らを「R&Bの笛吹き男」と称した。
彼の音楽の最も特徴的な要素は、その露骨なまでの官能性である。「力強いバリトンから魅惑的なアルトへと自在に変化する声と、ストリート系のリズムとセクシュアルな歌詞を組み合わせることで、ケリーは国際的に有名になった」と言われる。愛とセックスがケリーの歌詞の内容の大部分を占めるが、インスピレーションやスピリチュアリティなど幅広いテーマについて書かれることもある。音楽エグゼクティブのバリー・ワイスは、「現代のプリンスであり、彼の中にはマーヴィン・ゲイ、アーヴィング・バーリンも少し入っている」と評した。サム・クックやマーヴィン・ゲイといったアーティストと比されることもあった。ケリーと契約していたJiveレコードの重役は、彼の音楽センスは誰よりも抜きんでていると、極めて高く評価していた。ソロやコラボレーションでの成功に加え、ケリーはマックスウェルの「Fortunate」、マイケル・ジャクソンの「You Are Not Alone」、チェンジング・フェイシスの「G.H.E.T.O.U.T」、B2Kの「Bump, Bump, Bump」などのヒット曲を作り、プロデュースした。自身で作詞作曲・プロデュースを務めた「I Believe I Can Fly」でグラミー賞を3回受賞し、マイケル・ジャクソンに提供した「You Are Not Alone」でもノミネートされた。
警察やジャーナリストの調査により、ケリーはその名声を利用して、未成年のファンを探してセックスしていたこと、性的虐待を行っていたことが明らかになった。これらを撮影したビデオにより、クック郡州検察官は彼を児童ポルノ制作で起訴した。ケリーは2008年に無罪を勝ち取ったが、彼が被害者とその家族に対し、賄賂と脅迫を用いて告発を阻止したことが後に分かっている。ケリーの弁護士、エド・ジェンソンはシカゴ・サンタイムズ紙に、彼は「明らかに有罪」だと述べた。ケリーは幾度となく未成年者とのセックス・性的虐待の疑惑に直面し、複数の民事訴訟と刑事裁判に発展したが、音楽業界は彼の疑惑に沈黙を通し、大きな社会問題になることはなく、トップスターとして長年音楽の仕事を続けた。
2019年のドキュメンタリーテレビシリーズ『サバイビング・R.ケリー：全米震撼！被害女性たちの告発（Surviving R. Kelly）』で、ケリーの未成年者に対する性的不法行為の告発が再検証され、ケリーに対する人々の反発を招き（ミュート・R・ケリー運動）、ソニーの子会社RCAレコードは彼との契約を解除した。法執行機関は複数の管轄区域で、さらに彼の別の刑事事件を追及し、2019年7月にケリーを逮捕した。被害者は、黒人の少女が主であった。彼が年若いファンを性的な目的で勧誘し、彼女達との間に信頼関係を築いて性的に虐待する組織的犯行を行っていたことが明らかになり、ブルックリン連邦裁判所の2021年の裁判で、わいせつなどを目的とした女性の州間移動を規制するマン法違反と組織的不正行為（組織的性犯罪）でケリーに有罪判決が下された。シカゴ連邦裁判所の2022年の裁判で、児童ポルノ防止法違反3件、性犯罪への未成年者の勧誘3件の罪状で有罪判決が下された。児童買春、性的人身売買などの同時判決と連続判決を組み合わせ、9つの罪で31年の禁錮刑を言い渡されている。2023年の時点でシカゴのメトロポリタン矯正センターに収容されている。彼は2つの有罪判決に異議を唱えている。

## 来歴

### 若年期
ロバート・シルヴェスター・ケリーは、イリノイ州シカゴのサウスサイドで、1967年1月8日に、同市ハイド・パーク地区のシカゴ・ライイングイン病院（現シカゴ大学医療センター）で生まれた。5人兄弟（うち3人は半分血がつながっている）で、2人の姉と弟、妹がいる。母ジョアンは学校の教師で敬虔なバプテストだった。アーカンソー州で生まれた。ケリーの実父の身元は不明で、彼の人生に実父は不在であった。
彼の家族は、シカゴのダグラスエリアのブロンズビル地区（ブラックメトロポリス）にある、公営住宅（プロジェクト）アイダ・B・ウェルズ・ホームに住んでいた。アイダ・B・ウェルズ・ホームは、シカゴ住宅管理局によるアフリカ系アメリカ人の家族を収容するための公共事業で、1,662戸と大規模なものであった。肉体労働者たちが住んでいた。できた当初の環境は良好で安全だったが、1960年代後半に、ここを縄張りとするギャングがブラック・P・ストーンズとブラック・ディサイプルズという暴力的で略奪的なグループになった。ケリーの幼少期に当たる1970年代にはギャングの問題が悪化し、シカゴ住宅管理局による保守が滞るようになり、さらにギャングたちはここでヘロインを売り、薬物が蔓延した。周辺での雇用が減り、シカゴ住宅管理局は管理費を賄えなくなり、1980年代には薬物中毒者と犯罪者の巣窟となり、2つのギャングが麻薬の縄張りを巡って争い、日常的に銃撃が起こっていた。
彼が5歳の頃、ケリーの母は、航空会社で働いていたとされるルーシャスと結婚し、ルーシャスはケリーの継父となった。8歳の時に教会の合唱団で歌うようになった。

#### トラウマと虐待
ケリーは自伝の中で、8歳の時にルルというガールフレンドがおり、遊び場を巡って年上の子供たちと争いになった時に、ルルは小川に突き落とされ、速い流れで溺死したと述べている。ケリーはルルを、最初の音楽的インスピレーションと呼んだ。
ケリーは、母親と祖父母が家にいる時といない時で、残りの家族の行動は違っており、8歳から14歳まで年上の女性の家族から性的虐待を受けたと述べている。実弟のキャリー・ケリーによると、彼らに性的虐待をしたのは、兄弟の子守を任されていた8歳年上の姉テレサであった。キャリーによると、兄のブルースは虐待を免れて外で遊ぶことを許されていたが、彼とケリーの二人は、室内で別々に虐待を受けていた。数年後に会った時、テレサは虐待したことを認めなかった。
性的虐待を受けていたと誰にも言わなかった理由を、ケリーは2012年の自伝『Soulacoaster: The Diary of Me』に「あまりに恐ろしくて、恥ずかしくてたまらなかった」と書いている。10歳頃、ケリーは家族の友人である年上の男性からも性的虐待を受けた。自伝の中で、ケリーは11歳の時、自転車を盗もうとした少年たちから肩を撃たれたと記述しているが、後に家族の友人は、ケリーが自殺しようとして自分を撃ったのだと語った。

#### 音楽への目覚め
1980年9月、ケリーはハイドパーク・ケンウッド地区にあるケンウッド・アカデミーに入学し、そこで音楽教師のレナ・マクリーンに出会い、高校のタレントショーでスティービー・ワンダーの名曲「Ribbon in the Sky」を披露するように勧められた。シャイだったケリーはサングラスをかけて舞台で歌い、一位を獲得した。マクリーンは、高校のバスケットボールチームを辞めて音楽に専念するように勧め、ケリーは最初激しく怒ったが、タレントショーでのパフォーマンスの後、考えを改めたと語っている。 また、ケリーは読み書きに不自由があり、失読症と診断された。ケンウッド・アカデミーに1年間通った後、高校を中退し、シカゴ・L線の高架下でパフォーマンスを始めた。ループ（シカゴ・Lの路線網の中心にあたる環状線）のジャクソン駅で、定期的にストリートパフォーマンスをしていた。

### 音楽歴
R・ケリー& MGM というグループの一員としてキャリアをスタートさせたが、内輪もめの末脱退した。その後1990年に、BlackgroundレーベルCEO でありグラディス・ナイトの元夫バリー・ハンカーソン（Barry Hankerson）に見出され、R・ケリー&パブリックアナウンスメント（R. Kelly & Public Announcement）としてメジャーデビューをはたす。ニュー・ジャック・スウィングの波にも乗り、一躍その名を知られる存在となる。
1992年にソロアルバム 『ボーン・イントゥ・ザ・90'S』をリリースし、「シーズ・ガット・ザット・バイブ（She's Got That Vibe）」などヒット曲を出す。1993年秋、アルバム『12プレイ』（リリース時の邦題は『愛の12プレイ』）をリリース。「バンプ・アンド・グラインド（Bump & Grind）」はビルボードポップチャートで一位になるほか、「セックス・ミー（Sex Me）」、「やみつきボディ（Your Body's Calling）」などもヒット。
音楽業界のベテランであるバリー・ハンカーソンに12歳の姪アリーヤを紹介され、1994年には、彼女のデビューアルバム「エイジ・エイント・ナッシング・バット・ア・ナンバー（Age Ain't Nothing but a Number）」をプロデュースする。当時27歳だったケリーは、15歳のアリーヤを18歳と年齢詐称した書類を作り、婚姻届を提出した。違法な結婚は、アリーヤが妊娠したと知ったためだと言われる。年齢詐称で結婚は破棄され、そこでケリーとアリーヤは公私ともに関係に区切りを付けることになる。後にアリーヤは、2001年8月25日に若くして飛行機事故で亡くなっている。
自らの名をそのままタイトルにしたアルバム『R・ケリー』を1995年にリリース。400万枚以上を売り上げる。「ユー・リマインド・ミー・オブ・サムシング（You Remind Me of Something）」（1995年のポップチャートトップ5、R&Bチャートでは1位を記録）、「アイ・キャント・スリープ・ベイビー（I Can't Sleep Baby (If I)）」、アイズレー・ブラザーズ（Isley Brothers）で知られる伝説的なR&B歌手、ロナルド・アイズレー（Ronald Isley）との共作「ダウン・ロウ（Down Low (Nobody Has To Know)）」などヒットを続けて出す。このころソングライターとしての才能も開花させR&Bグループのチェンジング・フェイシス（Changing Faces）、ジャネット・ジャクソン（「どんなときも、どこにいても（Any Time, Any Place）」）、マイケル・ジャクソン（「ユー・アー・ノット・アローン（You Are Not Alone）」）などをプロデュースし、それらを続けざまにヒットさせる。「ユー・アー・ノット・アローン」はBillboard Hot 100で史上初の初登場1位になり、ギネス・ワールド・レコーズにも認定された。
マイケル・ジョーダン主演映画『スペース・ジャム』（1996年）サウンドトラックに「アイ・ビリーブ・アイ・キャン・フライ（I Believe I Can Fly）」を提供。この曲のヒットの後押しを受けベストR&Bソングと2つのグラミー賞を獲得。また、ソング・オブ・ザ・イヤーとレコード・オブ・ザ・イヤーに選出される。
ケリーは1998年「性愛」と「ゴスペル」という彼の二つのコンセプトを明確にさせる二枚組アルバム『R.』発表。セリーヌ・ディオンとの共作で「アイム・ユア・エンジェル」と題されたファーストシングルはヒップホップ/ R&Bチャートでは5位だったが、ビルボードポップシングルチャートでは2度目になる1位を記録する。『R.』は800万枚以上を売り上げケリーの最もヒットしたアルバムになった。
2000年アルバム『12プレイ』の続編として『TP-2.com』（Twelve Play-2の意）をリリース。「フィエスタ（Fiesta）」ではジェイ・Zをフィーチャーした。その後、客演返しともいえるジェイ・Zの「ギルティ・アンティル・プローヴン・イノセント（Guilty Until Proven Innocent）」などを経て、ヒップホップ界とR&B界それぞれの「最高」を名乗る「ザ・ベスト・オブ・ボース・ワールズ」を2002年にリリース。トラックマスターズ（Trackmasters）のサウンドで絶頂の人気を誇る二人のトップスターが共演することになる。
未成年との性行為、未成年に対する性的虐待ビデオの流出など、ほかにもいくつかの同様なスキャンダルが噴出し、シカゴでもラジオ放送拒否などにあい風当たりが強くなり、アルバムは商業的には失敗に終わる。全米黒人地位向上協会（NAACP）の映像賞にノミネートされたが、未成年者への性的虐待疑惑があり、児童ポルノ所持の容疑で逮捕されたケリーをノミネートしたことで、広く批判を浴びた。
2005年もハードワークぶりを発揮し『TP.3 リローデッド』を発表。収録曲「トラップト・イン・ザ・クローゼット（Trapped In The Closet）」ではアルバム収録は〔チャプター1〕から〔チャプター5〕までだったが、同年DVD「トラップト・イン・ザ・クローゼット」で、全12曲に及ぶストーリー性のある曲とPVが話題を集めた。
2007年に、オリジナルアルバムとしては9作目となる『Double Up』をリリース。同作ではスヌープ・ドッグ、ネリー、カミリオネアなどをゲストに迎え、ヒップホップ色を強めたアルバムとなった。発売1週目に38万8000枚を売り上げビルボードチャートで1位を獲得し、ケリーにとって、ビルボードチャートで1位を獲得した6番目にして最後のアルバムとなった。
2008年、「I'm a Beast」というタイトルのラップトラックを発表し、自分への批判者を手荒く攻撃したが、曲のテーマに名前は付けなかった。同年、児童の性的虐待ポルノビデオの作成の容疑で無罪を勝ち取った後、ビルボードの50周年記念リストで、史上最も成功したアーティストの1人に選ばれた。
2009年に南アフリカのヨハネスブルグで開催されたアライズ・アフリカン・ファッション・アワードのオープニングを飾った。2010年、ウガンダで公演を行い「俺のキャリアだけでなく、人生のハイライトの1つになるだろう。世界最高のアフリカのファンの前でパフォーマンスするのが待ちきれない」と語った。
2010年にFIFAワールドカップの開会式に出演した。2010年にヨーロッパで、アルバム「Epic」をリリース。アフリカのミュージシャンたちと「One8」というグループを結成した 。
2010 年に10枚目のアルバム「Love Letter」をリリースし、マイケル・ジャクソンのために作った「You Are Not Alon」をセルフカバーした曲も収録されていた。「When a Woman Loves」は第53回グラミー賞の最優秀トラディショナル R&B ボーカル・パフォーマンス賞にノミネートされた。
2011年にロサンゼルスで開催されたプレ・グラミー・ガラでヒット曲のメドレーを演奏し、同年ビルボードによって、過去25年間でNo.1のR&Bアーティストに選ばれた。
2011年7月に入院し、喉の緊急手術を受けて扁桃腺の膿瘍を除去した。
2011年10月、ソニーのRCAミュージック・グループがジャイブ、アリスタ、JレコードをRCAレコードに統合することを発表した後、ケリーはRCAブランドで音楽をリリースしていくことになった。
喉の手術の後、「Shut Up」をリリースし、概ね好意的なレビューを得た。
2012年にホイットニー・ヒューストンの葬式で、彼女のために書いた曲「I Look to You」を演奏した。
2013年中、ツアーを続け、北米中の音楽祭に出演し、セリーヌ・ディオン、マライア・キャリー、メアリー・J・ブライジ、ジェニファー・ハドソンなどのアーティストとコラボレーションした。2013年のアルバム「Artpop」で、レディー・ガガと「Do What U Want 」を共作して歌い、サタデー・ナイト・ライブと 2013年アメリカン・ミュージック・アワードで彼女とデュエットした。ケリーはジャスティン・ビーバーと「PYD」というタイトルでコラボレーションをした。
映画「最高の贈りもの」のサウンドトラック・アルバムに、彼の「Christmas, I'll Be Steppin」がフィーチャーされた。
2015年にアルバム「The Buffet」をリリース。ビルボードのチャートは16位で、最初の週の売り上げは39,000枚だった。
2016年、2年半の延期を経て、唯一のクリスマス・アルバム、14枚目スタジオ・アルバム『12 Nights of Christmas』を発表した。これがRCAレコードから最後に発売したアルバムだった。
2018年に告発者達への回答として、「Admit」を音声ファイル共有サービス SoundCloud で公開した。この曲は、タイトルと「I admit it, I did it（俺は認める、俺はやった）」という歌詞を繰り返すコーラスにもかかわらず、犯罪を認めるような内容はない。「I Admit」でケリーはDVや小児性愛の疑惑を否定し、それらは見解の相違に過ぎないと主張している。またケリーは、彼の家が「セックス・カルト」と化していると告発したジム・デロガティスを糾弾し、彼の調査報告を否定した。ソーシャルメディアのミュート・R・ケリーのキャンペーンに対して、「神だけが俺をミュートできる」と歌った。
この曲はレビュアーから批判され、トローリング（煽り、荒らし）だと言われた。元妻のアンドレア・ケリーと弟のキャリー・ケリーは、この曲に対して、さらに彼を非難する曲を作って応じた。
2022年12月に、ケリーとクレジットされたアルバム「I Admit It after」がストリーミングサービスでリリースされたが、ソニーや彼のチームは認めず、取り下げられた。このアルバムはソニーの Legacy Recordings とクレジットされていたが、実際には Real Talk Entertainment がアップロードし、Legacy Recordings というサブレーベルからリリースしていた。これにより、クレジットされた販売元であるユニバーサルミュージックグループ傘下の Ingrooves は、Real Talk Entertainment との関係を断ち切った。

### 性的虐待スキャンダルと訴訟
彼の性的虐待に対する申し立ては、音楽キャリアの最初にまで遡り、20年以上にわたっている。ケリーは性的虐待の疑惑に繰り返し直面し、複数の民事訴訟と刑事裁判に発展し、2021年にマン法とRICO法（威力脅迫及び腐敗組織に関する連邦法）違反で有罪判決を受けた。ケリーの擁護者は、彼は単なる「プレイボーイ」であり「セックスシンボル」であると主張している。ケリーの2021年の裁判を担当したアン・ドネリー判事は、ケリーの行為を「名声と組織を利用して若者を虐待的な性的関係に誘い込み、約25年に渡って不法行為を行っていた」と要約した。

#### 初期の告発（1990年代 - 2000年代）
最初の報告
2000年12月、シカゴ・サンタイムズ紙は、ケリーの未成年の女性との性交の嫌疑で警察が2件の調査を行ったが、彼を告発した少女たちの協力が得られなかったため、調査を取り下げざるを得なかったと報じた。ティファニー・ホーキンスによる1996年の民事訴訟では、24歳のケリーは、彼女が15歳の高校生だった1991年から性的関係を持ち、彼女に学校の友人を勧誘するよう求め、集団性交に参加するよう圧力をかけたと主張した。1998年に、ケリーは25万ドルを支払いホーキンスと和解した。
違法な児童婚（1994年）
1991年、バリー・ハンカーソンは12歳だった姪のアリーヤをケリーに紹介した。「彼女の歌とダンスを聞いた瞬間にスターだと思った」とケリーは語っている。後に目撃者は、ケリーはアリーヤが「13歳か14歳」だった頃から性的接触を持っていたと証言している。ケリーはアリーヤのデビューアルバム『Age Ain't Nothing but a Number』を作詞作曲・プロデュースし、1994年の5月に発売された。
1994年8月31日、当時27歳だったケリーは、イリノイ州ローズモントで、当時15歳だったアリーヤと密かに結婚式を行った。 伝えられるところによると、ケリーはアリーヤの妊娠を知った後に結婚した。1995年2月、アリーヤの家族の要請により、彼らの結婚はミシガン州の裁判官によって取り消された。1997年5月にアリーヤは、結婚時に未成年であり、18歳と偽って結婚証明書に署名したが、親の同意なしに法的に結婚することはできなかったとして、結婚記録の抹消を求める訴えをクック郡で提起している。
ケリーとアリーヤは共に、二人が友愛関係以上であることを否定した。 2016年にケリーは『GQ』誌でこう語った。「まあ、アリーヤが亡くなったから…。誰にもそんな話をすることはないだろう。アリーヤへの敬意から、そして話さないよう頼んできた彼女の両親への敬意からだ。でも、俺は彼女を愛していたし、彼女も俺を愛していたと言える。俺たちは、そう、最高の親友だった」。
2019年にニューヨーク州の連邦検察は、ケリーが1994年に結婚許可証を取得するためにアリーヤの偽の身分証明書を購入し、そのために収賄を行った罪でケリーを起訴した。ケリーの元ツアーマネージャー、デメトリアス・スミスは、彼がアリーヤの18歳と記載された偽の身分証を入手して違法結婚をサポートしたと証言した。2021年にケリーは弁護士を通じて、アリーヤとの間に「未成年者との性的接触」があったことを認めている。
レコード会社の元インターンからの訴え（2001年）
エピック・レコードのインターンだった女性が、17歳の時にケリーにわいせつな性的関係に誘われ、「彼の個人的な性的対象として扱われ、捨てられた」として訴えた。彼女は「彼は、私が誰と会うか、どこに行くかなど、私の人生のあらゆる側面をしばしばコントロールしようとしました」と述べている。 New York Postによると、この訴訟は法廷外で金銭（金額非公開）で解決された。
未成年の時に妊娠させられたという訴え（2002年）
未成年の時に妊娠させられ、中絶を余儀なくされたとして訴えられた。ケリーは秘密保持契約の見返りに金銭（金額非公開）を支払い、法廷外で訴訟を解決した。
性的なビデオを撮られたという訴え（2002年）
セックスを知らないうちにビデオに撮られたとして訴えられた。このビデオは、密売業者が「R. Kelly Triple-X」というタイトルで販売していたと言われている。ケリーは秘密保持契約の見返りに金銭（金額非公開）を支払い、法廷外で訴訟を解決した。
児童性的虐待ビデオ・写真の暴露と起訴（2002年）
2002年2月3日、ケリーが未成年の少女に性的虐待する様子を撮影したとされるビデオが出回った。その虐待の中には、ケリーが少女に放尿する場面も含まれていた。このビデオは身元不明の人物によりシカゴ・サンタイムズ紙に送られた。同紙は、ケリーが2002年冬季オリンピックの開会式で演奏する日と同日の2002年2月8日に、疑惑のビデオに関する記事を掲載した。ケリーはインタビューで、自分はビデオの中の男ではないと述べている。 2002年6月に、ケリーはシカゴで21件の児童ポルノに関する罪で起訴された。同月2002年6月5日、ケリーはフロリダの別荘でシカゴの逮捕状によりマイアミ警察に逮捕された。彼は75万ドルの保釈金を支払い、刑務所に1日拘留された後釈放された。
シカゴ・サンタイムズ紙で報道されたビデオが調査されている間に、ポーク郡保安官事務所はフロリダ州ダベンポートにあるケリーの住居の捜索を実施した。この捜索で、警官はデジタルカメラに映った未成年の少女とされる12枚の写真を押収し、そこにはケリーが「未成年の少女と性的行為に及ぶ」様子が映っていたとされている。 Chicago Sun-Times によれば、押収された写真の中に、ビデオテープの少女もおり、ケリーはシカゴで起訴された。

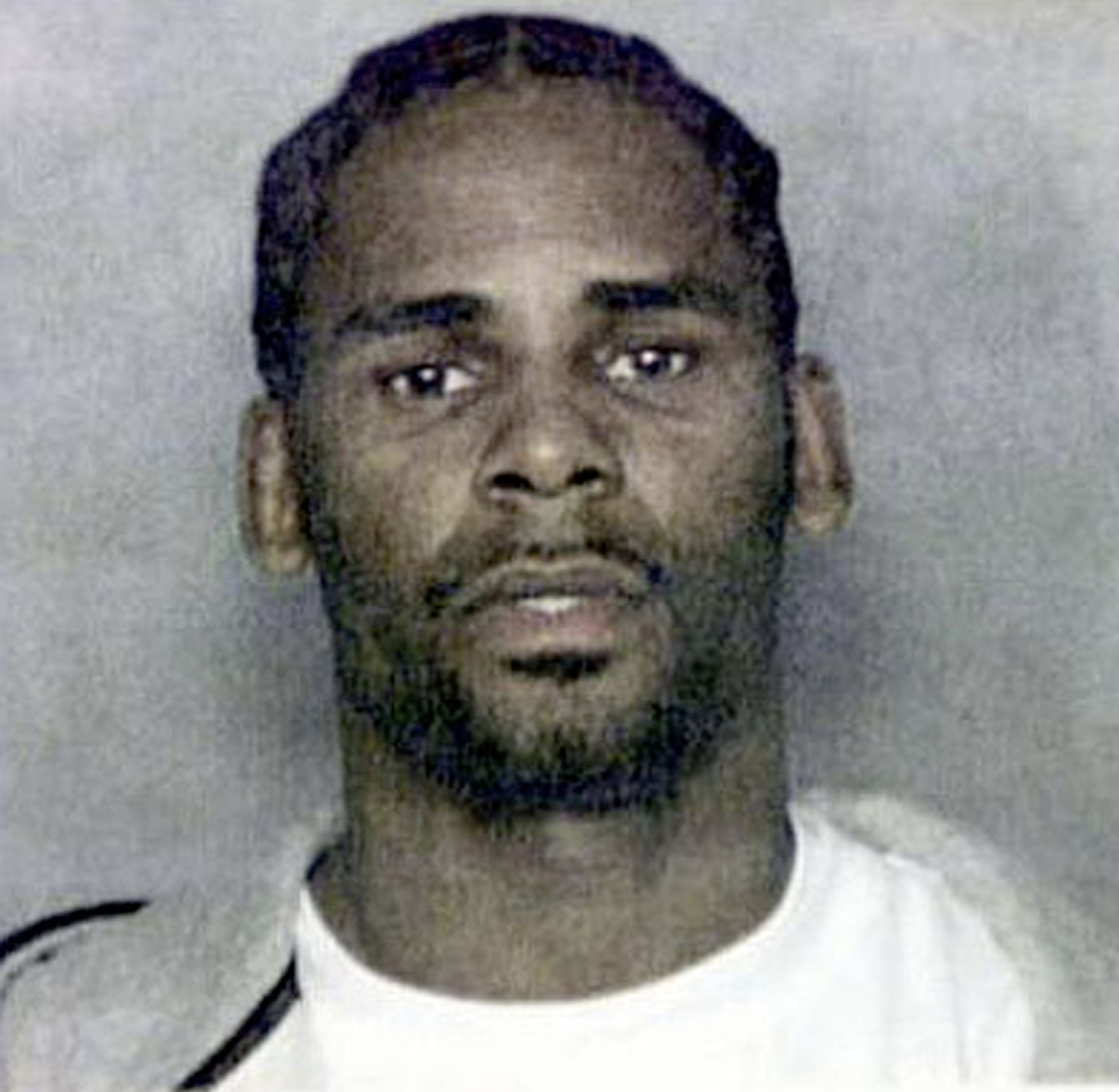
マグショット（2003年）

ポーク郡とマイアミ・デイド郡の警察は、2003年1月22日に児童ポルノ所持の12件の容疑でケリーを逮捕した。ケリーは保釈金12000ドルを支払い、3時間後にマイアミ・デイド郡の刑務所から釈放された 2004年の3月に、これらの容疑には十分な根拠がないとして取り下げられた。
裁判が始まるまでに6年を要し、ケリーはアルバム「Trapped In The Closet」をリリースして大成功をおさめた。また全米黒人地位向上協会（NAACP）の映像賞にノミネートされ、広く批判を浴びた。被害者とされる人物は裁判での証言を拒否し、シカゴの陪審は2008年6月に、テープの少女が未成年であることを証明できないとし、児童ポルノに関する14の訴因すべてについてケリーを無罪とした。ケリーの弁護人エド・ジェンソンは、無罪判決に疑問を呈している。
数年後、ビデオに撮影された被害者は、ケリーが賄賂と脅迫を用いて彼女と家族が告発するのを阻止したと証言した。
児童虐待の疑惑（2009年）
2020年に公開された離婚裁判の提出書類で、ケリーの元妻アンドレアは、ケリーが2009年にプレティーン（9歳から12歳）の少女にわいせつ行為を行ったとして訴えられたと主張している。

#### 2度目の告発（2010年代 - 現在）
ハフィントンポストライブのインタビュー（2015年）
2015年12月、ケリーはハフィントン・ポスト・ライブに出演し、ジャーナリストのキャロライン・モダレッシ=テハラニのインタビューに応じた。このインタビューは、13枚目のソロアルバム『The Buffet』のリリースを宣伝するためのものだった。モダレッシ=テハラニはケリーに性的虐待疑惑について質問し、彼の反応を見ようとした。ケリーは怒りと警戒心をあらわにして彼女を怒鳴り続け、酒でも飲んでいるのかと嘲り、「出て行ってマクドナルドに行く」と脅した。ケリーはインタビューが終わる前に嵐のように去っていった。
これは、ケリーが公の場で直接疑惑について具体的に問われた最初の機会のひとつだった。2021年9月下旬にケリーがニューヨークで有罪判決を受けた後、モダレッシ=テハラニは「今この判決で、願わくば、（彼の虐待の）サバイバー達が安らぎを得て、正義を感じてほしい」とツイートした。
疑惑の性的カルト (2010年代)
音楽評論家のジム・デロガティスは、2017年7月にバズ・フィード・ニュースで、ケリーの自宅が性的虐待を含んだセックス・カルトと化しており、3組の親から彼が娘を「虐待的なカルト」に入れているとして告発されたと報告した。ケリーのマネジメント、プロモーター、ラジオ局やレコード会社は沈黙を続けており、被害者とされた人々は、デロガティスの主張を否定した。
2018年3月、BBC ワールドサービスは、ドキュメンタリー監督のベンジャミン・ザンドによる、2017年の疑惑を探る「R Kelly: Sex, Girls and Videotapes」と題したドキュメンタリーを放送した。この中でケリーの元恋人の女性は、「14歳の時、彼の性奴隷になるようDVやモラハラを受けながら洗脳された。私だけじゃなかった」と語り、ケリーが女性たちと生活する家を「セックス・ダンジョン」と形容した。これに続いて5月には、BBC Threeのドキュメンタリー「R Kelly: The Sex Scandal Continues」が放送された。
2018年4月には「19歳の時、ケリーと関係を持ち、（セックス）カルトの一員になるようDVやモラハラを受けた」という女性が、意図的に「ヘルペス（性病）をうつされた」として被害届を出している。ケリーの代理人は、「すべての主張と申し立てを断固として否定する」と述べた。
弟のキャリー・ケリーは兄を批判し、自分とケリーは幼少期に家庭内で同じ人物に性的虐待を受け、「そのことが原因で、兄は人を支配したがるようになった。だから、洗脳しやすい未成年の女の子を狙うのだろう」という見解を示した。
2019年1月のBBCニュースの記事では、ケリーが2014年に知り合い、数ヶ月後に同居したアサンテ・マギーという女性が、ケリーだけでなく、他の女性とも一緒に暮らしており、「同居している間、彼は私の人生のあらゆる面を支配していました。」と語った。彼女はその後、自分の意思でケリーの家を去った。

#### ボイコットと業界の反応
2017年に大物映画プロデューサーのハーヴェイ・ワインスタインによる、長期間に及ぶ立場を利用したセクシャルハラスメントが表面化し、セクハラ
告発運動「＃MeToo（私も）」が盛り上がりを見せた。ケリーの性的虐待行為もこの運動で広く表面化した。
ケリーが性的カルトを運営しており、若年の黒人女性をおそらく意に反して拘束しているという非難を受け、2017年に、芸術コンサルタントのオロニア・オデレイが彼の曲をラジオから追い出すために活動を始め、ジョージア州のロビイストで、性暴力に関する立法に取り組むことが多かったケニエット・バーンズが協力し、ミュート・R・ケリー運動（#MuteRKelly キャンペーン）が始まった。ラジオ局にケリーの曲を流さないよう求め、ケリーのレーベルのRCAレコード、チケットマスター、Spotify、Apple Musicにケリーとのつながりを断ち切ることを要求した。オデレイによると、ケリーの曲を流さないよう最初に要請したのは黒人向けのラジオ局で、繰り返し働きかけたが、「彼はまだ何も有罪になっていない。みんな彼の話を聞きたいんだ。私たちの仕事ではない」と言われ、無視され続けたという。この活動は、黒人社会における性犯罪について、黒人たちに痛みを伴う会話を迫る運動へと発展していった。
2018年5月、Time's Up運動の有色人種女性支部は、ケリーに対する多くの疑惑をめぐって、ケリーの音楽とパフォーマンスのボイコットを呼びかけた。このボイコットには、ソーシャルメディア・キャンペーンのミュート・R・ケリー運動が伴っていた。これに対してケリーのマネージメントは、彼は基本的にTime's Up運動を支持しているが、彼を標的にすることは「我々の文化に並外れた貢献をしてきたひとりの黒人に対するリンチ」であると述べた。
人気ラジオDJや音楽フェスの主催者、セレブ等、ミュート・R・ケリー運動の賛同者が増え、2018年に音楽配信サービスの Spotify や Apple Music が彼の曲をプレイリストから除外した。Spotifyは「アーティストが、未成年に対する暴力や性的暴行といった人を傷つける憎むべき行為をした時は、我々はそのアーティストとのビジネスを考え直さなければいけない」という見解を示し、ヘイト的な行為に関する新たな規定を作成し、それに沿ってケリーとDV疑惑のあるXXXテンタシオンの曲をプレイリストから除外したが、基準の曖昧さや、その曖昧な基準を適用する行為、会社がアーティストのモラルの基準を作り判断を下すという行為に激しい議論が起こった。トップ・ドッグ・エンターテインメントはストリーミングサービスから自社の音楽を削除すると宣言し、音楽業界の人々は、この決定が犯罪的な行為で告発されたアーティストをミュートする負の連鎖（滑りやすい坂道）への最初の一歩になるのではないかと批判した。
この2週間後に、「思慮が足りなかった。我々の落ち度だと言わざるを得ない」、Spotifyは音楽業界における「モラルの警察」になろうとしたわけではない、アーティストの行動に対して「我々は裁判官のようにアーティストをジャッジする事はできない。」という見解を示し、XXXテンタシオンの楽曲をプレイリストに復活させると共に、音楽業界全体で足並みを揃え、プライベートで問題を起こしたアーティストに対する処罰の方法を見直していくと発表した。ケリーの楽曲はプレイリストに復活しなかったが、楽曲自体は登録されたままであった。活動家達は、ケリーの告訴問題に蓋をする行為だと非難した。
この頃、ケリーの弁護士、広報担当者、個人秘書が辞職している。
ノース・カロライナ州にある、6,500人が収容できるグリーンズボロ・コロシアムでケリーのライブが行われ、5000人のファンが集まった。コロシアムの周囲には、「#MeToo（私も）」、「#TimesUp（セクハラ等を我慢していた時間は終わった）」、「#MuteRKelly（R・ケリーを辞めさせろ）」等のプラカードを掲げた40名程度の人々が集まり、抗議活動を行った。「ローリング・ストーン」のケリー・ノッパーは、この出来事は「何も無かったようにビジネスを続ける音楽業界の現状を表している。」と述べている。公式に質問状に対し、ケリーのマネージャー、グリーンズボロ・コロシアム本部、チケット販売を担当したチケットマスターを運営し2017年に6つのケリーのコンサートを企画したライブ・ネイション社、R・ケリーと長期にわたり契約を結んでいるレコード会社RCAレコード、その親会社であるソニー・エンタテインメント、これらの全ての代理人はコメントを拒否した。市民活動家で#MeToo運動の創始者タラナ・バークは、「我々はR・ケリーの問題について10年以上糾弾しているが、誰も注目していないように感じる。」と語った。人気絶頂期を過ぎた彼のライブ動員数にはムラがあったが、未だに音楽業界の大手は彼とビジネスを続けていた。
ハーヴェイ・ワインスタインやマット・ラウアーいった芸能界の大物がセクハラや性的蛮行によってその地位を失ったのに対し、ケリーの地位が保たれていることについて、バーニー・スコットは「大きな違いはR・ケリーの被害者や彼を告発している人間は黒人女性である事」「黒人女性が暴力や性的被害によって傷ついたと訴えても人々は信じてくれない」と語った。また、ケリーと交際中に暴行を受けたシンガーのキティ・ジョーンスの代理人であるシェイ・ローソンは、音楽業界ではセクハラ行為は蔓延しているため、関係者たちはひとりが追及されることで、ドミノ倒しのように事実が明るみになるのを恐れていると述べている。
ケリーはこうした抗議運動に対し、2018年にFacebookの動画で、ファンと思しき男たちが集まる室内で、自分の音楽の影響を消し去ろうとしても「時すでに遅し、だ。30年前にやるべきだったんだ。ほんと、もう手遅れだ。俺の音楽は世界中に広まっちまったあとだからな」「俺を憎んでいるマザーファッカーは100万人いるが、俺を愛しているマザーファッカーは400億人いるからな」と豪語した。

#### 音楽業界の共謀疑惑
ケリーの未成年に対する性的虐待疑惑はキャリアの最初からあったが、稀有な音楽的才能を持つヒットメーカーであり、悪評渦巻く中、何度でも音楽の仕事に戻ることができた。ワシントン・ポストのジェフ・エッダースは、彼は音楽チャートのトップに立つスーパースターとしてあらゆる贅沢が与えられ、レコード業界はケリーの行動に目をつぶってきたと指摘している。「ローリング・ストーン」のケリー・ノッパーは、「ケリーの問題に関する関係者のインタビューからは、業界の彼に対するあいまいな態度がケリーのキャリアを保護していると推測される。」と述べており、ほとんどの関係者が匿名でしかコメントをしていない。
2018年5月、エッダースは、音楽業界の幹部がケリーの未成年の少女に対する性的虐待行為に故意に目をつぶっていたと主張する長文の記事「スター待遇（The Star Treatment）」を書いた。ワシントン・ポストの調査によると、1990年代初頭にケリーと最初に契約を結んだ大富豪のレコード会社重役から、若い女性たちの移動を手配した低賃金のアシスタントまで、ケリーの疑わしい行動を黙認する行為が、様々なレベルの関係者の間で行われていたことがわかっている。ケリーと協力し、パートナーシップの恩恵を受けた音楽業界の人々の多くは、エッダースのインタビューを拒否した。
エッダースは、1994年の時点でケリーのツアーマネージャーが、Jiveレコードの創設者クライヴ・カルダーに対して、ケリーがコンサートのたびに若い女性と「事件」を起こし続けるなら、レコードをリリースしないと伝えるよう促していたと報じた。カルダーはポスト紙に対し、「明らかに何かを見落としていた」と、当時もっと手を打たなかったことを後悔していると語っている。
ワシントン・ポストによると、エピック・レコードの幹部も、ケリーの性的不品行の疑惑に対して同様に寛容な態度をとっていたという。2002年、ケリーが同レーベルと契約した後、重役のデヴィッド・マクファーソンは、彼が未成年の少女とセックスしているとされるテープのコピーを見るのを避けたとされ、同時にケリーのアシスタントに対して、もしそのテープにケリーが写っていたら、レーベルは彼を降ろすと警告したという。マクファーソンはワシントン・ポストの取材に応じなかった。
Jiveレコードの元社長バリー・ワイスは、同レーベルに在籍した20年間、ケリーの私生活に関心を持ったことはなく、女性たちが未成年時に性的虐待を受けたとしてケリーと同レーベルを訴えた2つの訴訟についても知らなかったと新聞で語り、ジャイブ・レコードは事実上、自社に責任はないと主張した。性的虐待のビデオテープを見た後もケリーと積極的に仕事を共にしていた別の幹部ラリー・カーンも同様に、レーベルの責任ではないと暗に主張し、ミュージシャンのチャック・ベリーやジェリー・リー・ルイスの名を挙げ、彼らだって未成年の少女と不適切な関わりを持っていると世間に知られていたが、レーベルはレコードを売り宣伝を続けていたと述べた。
エピック・レコードのインターンだった女性は、ケリーと関係を持ち始めてから仕事に支障をきたし、最終的に職を失い、後にエピックレコードと25万ドルで和解した。同社の重役のキャシー・キャロルは、その後何年も社交の場で彼女に会うたびに、既婚男性と不倫していたと責め続け、評判を落とし、彼女は音楽業界でのキャリアを断念した。キャロルは同紙に対し、彼女は「スターに魅了されていた...。多くの場合、それはリアルな男性ではない」と語った。
ワシントン・ポストは、ケリーのセックス・カルトにレーベルが加担していたことも示唆している。ケリーがレコーディングを行ったスタジオの従業員は、秘密保持契約書に署名し、特定の部屋に入らないよう要求されていたが、その部屋は、ケリーが仕事中に若い女性や未成年の少女を滞在させた場所だと考えられている。同紙によると、この契約にもかかわらず、ケリーのアシスタントたちは彼女たちに関わっており、食事やトイレための部屋の出入りに関して、彼らとやり取りをしていたテキストのスクリーンショットが公開されている。同紙はまた、RCAレコードがケリーのために借りたロサンゼルスのスタジオの写真を掲載した。6週間のセッションを終えた後に撮影されたスタジオには、ピアノの上に尿の入ったカップが置かれ、別の部屋の木の床には尿のシミがあった。

#### 「サバイビング・R.ケリー」
米テレビ局 Lifetime は2019年に、これまでの性的虐待の訴えを包括的に紹介し、ケリーの性的虐待カルトの疑惑を追及し、告発する全6話・6時間のドキュメンタリー番組ドキュメンタリー『サバイビング・R.ケリー：全米震撼！被害女性たちの告発』を放映し、音楽業界を巻き込む一大スキャンダルに発展し、社会に衝撃を与えた。公開前に試写会イベントが行われ、ケリーの虐待のサバイバー7名を含む100名ほどの観客が集まったが、身元不明の男性が上映を続ければ場内にいる人物が銃を発砲すると繰り返し電話で脅迫し、試写会は中断された。元妻で、ドキュメンタリーの中で虐待被害を語ったアンドレアは、「今回のドキュメンタリーが誰かにとって脅威にならなかった、あるいは私たちを黙らせる必要があると誰も感じなかった場合の方が深刻」で、ようやく「R・ケリーは無敵で神聖だと思っている人々からも注目してもらえるようになった」と語った。
放送後、ケリーに対する抗議の声が高まり、ケリーを音楽業界から追放するよう関係者に訴えるミュート・R・ケリー運動は一層激化した。レディー・ガガやチャンス・ザ・ラッパー、フェニックスらが過去にケリーと仕事を共にしたことを謝罪する声明を発表し、ガガはケリーとのコラボ曲「Do What U Want」をストリーミングサービス、ダウンロードサービスから削除した。1月16日にはマンハッタンのソニー本社前で「#MuteRKelly（R・ケリーに沈黙を）」を掲げる抗議デモが行われた。また、テキサス州ダラスの2つのラジオ局が、ケリーの音楽を放送禁止にしたとも報じられた。放送の数週間の間に、女性団体 UltraViolet が「RCA/Sony：性犯罪者R・ケリーを降板させろ」と書かれた飛行機をソニー・ミュージックのロサンゼルス支社の上空に飛ばし、ソニーのニューヨーク本社の外では抗議デモが行われた。
エンターテインメント専門の弁護士のレスリー・フランクによると、一部のメジャーレーベル契約は、（アーティストが）「重罪または道徳的に好ましくない犯罪で有罪となった場合、一般的に、契約を解除するレーベルの権利」とする条項があるが、ケリーはいずれの罪でも有罪判決を受けていない。そのため、ケリーが契約解除を望まず、RCAレコードによる契約違反だとして裁判を起こした場合、レーベルが訴訟費用や裁判所がどう判断するかを懸念すれば、和解に持ち込むこともありえると語った。
ジョージア州にあるケリーの元自宅に監禁されていたとする女性たちの訴えに関して、同州のフルトン郡地区検察局がケリーの犯罪捜査を開始した。TMZは、このドキュメンタリー番組が捜査開始を促したとみている。
番組の後、ケリーとRCAレコードの親会社のソニー、どちらの代理人からもコメントは出されなかったが、RCAレコードのウェブサイトからケリーの名前が削除された。米国とニュージーランドで予定されていたコンサートはキャンセルされた。

#### 逮捕と裁判
2019年2月、ケリーはシカゴで10件の加重事由のある性的虐待の容疑で逮捕・起訴された。保釈された彼は無罪を主張し、CBCのインタビューで、「俺はこんなことをしていない。これは俺じゃない」と涙ながらに訴え、「俺の人生のために戦っているんだ」と言った。ケリーの恋人はインタビューで、彼をかばい、全てはお金のための嘘だと泣き崩れ、彼女の両親は、娘がケリーから精神的虐待を受け、ストックホルム症候群と同様の症状に苦しんでいると語った。
2019年7月に、未成年との性交渉の容疑、性的人身売買、数十年に渡り若い女性と未成年者を性的に食い物にすることを目的とする性犯罪組織を率いていた容疑などで、ケリーは逮捕・起訴され、今度は保釈は認められなかった。「#MeToo」で表面化した事件の中でも、被害者の大半を黒人女性が占めるという、それまでにない性的虐待裁判となった。
裁判を通して、ケリーがスーパースターとしての名声と影響力、財産を利用して、ティーンエイジャーと出会い、集団性交を含む不適切な性的接触を行い、強要していたこと、マネージャーや警備員の協力で、州をまたいで女性を売買していたことが明らかになった。裁判では、検察側が出廷を求めた45人（原告(被害者）11人を含む）と、被告側が出廷を求めた5人の計50人が証言台に立った。裁判で最も注目されたのは、匿名希望の8人の女性と2人の男性による証言で、ケリーから身体的・性的・感情的虐待を受け、管理され恐怖を感じていたこと、レイプや薬物混入、監禁、児童ポルノなどの被害に遭ったと証言した。被害者の一人は、ケリーがしばしば周囲の人々にセックスをするよう圧力をかけ、彼の指示に従わない人々を罰していたと語った。2人男性の被害者も証言を行っており、ひとりは17歳のときに性的に虐待されたと証言し、もう1人は20歳の時にケリーの命令で、彼や他の人と性的な関係を持たされたと述べた。証言によると、ケリーは被害者達に自分を「パパ」と呼ぶよう命令する等厳格な規則を作り、殴るなどの暴力をふるい、服や食べ物、行き先を管理していた。被害者の1人は、ケリーに自分の排泄物を顔と口になすりつけることを強要され、その様子を録画されたと語った。
被害者の多くはコンサート会場等でケリーの側近から連絡先を渡されており、うち何人かは、被告に音楽業界デビューを後押しできると言われていた。
審問中、陪審団はケリーが未成年の少女に性的虐待を行うビデオの一部を見せられた。アン・ドネリー判事は、そのあまりに生々しく屈辱的な内容から、ビデオを一般に公開せず、編集した一部の音声を公開した。音声は、ケリーが被害者達を支配していた陰湿な世界を垣間見せており、女性が泣きながら「私は愚かなビッチ（発情した雌犬）です。パパに私を矯正してほしいです」と繰り返す声が含まれていた。ビデオは恐喝に効果的に使われていたという。ビデオが公開されなかったことで、メディアと一般の人々は、虐待の内容を知ることができず、刑事事件の透明性として問題が指摘された。エリザベス・ゲッデス連邦検事補によると、ビデオには、ケリーが被害者を脅し、殴り、暴行し、「体液、糞、尿を使った淫らな行為」を命じ、屈辱を与える姿が映っていたといい、ゲッデスは最終弁論で陪審員たちに、「あの焼けるようなイメージを完全に忘れることはできない」かもしれないので、このビデオはもう流さない、と語った。
未成年だったアリーヤとの違法な結婚が裁判の核心の一つとなり、バックダンサーの一人は、アリーヤが13歳か14歳だった時に、ケリーが性行為をしているのを見たと証言している。アリーヤはすでに死去していたため、本人の証言を得ることはできなかった。
レニー・ソレンティーノ博士は、ペドフィリア（小児性愛）とエフェボフィリア（青年期中後期の若年者に向かう性的嗜好）を区別しており、裁判資料の中で、ペドフィリアの診断は、思春期前の子供 (通常は13歳以下) に対する性的活動を含む、反復的で強烈な性的に興奮する空想または性的衝動を経験する個人を指すために使用されるもので、ケリーは該当しないという判断を示している。
被害者の一人はBBCに対して、ケリーは有力者のために多額のお金を稼いでいたため、有力者たちが彼を守り、訴追を逃れてきたと思っていると語った。
連邦検察は、ケリーの犯した罪の深刻さと、「さらなる犯罪から国民を守る必要性」から、禁錮25年以上の実刑判決を求めた。一方ケリーの弁護士は、彼の罪状に対する判決としては最低の10年以下の禁錮刑を要求し、家庭内暴力が頻発する家庭で貧困状態で育ち、幼い頃から性的虐待を受けていたとして情状酌量を求め、「告発者たちは、ケリー被告からお金を得るために、虚偽の証言をしている」と繰り返し主張した、
2021年9月27日、ニューヨーク州ブルックリンの連邦地裁にて、女性と少女を性行為目的で勧誘し、信頼関係を築いて虐待する組織的犯行に及んでいたと結論が下り、組織的不正行為、性的人身売買など9つの罪で有罪評決を受けた。アン・ドネリー判事は、被告がセックスを武器として使い、言葉にできないようなことを被害者に強要し、何人かに性感染症をうつしたと指摘し、被告には「人の苦しみへの無関心」があり、「あなたは彼女たちに、愛とは隷属と暴力だと教えた」と述べた。
本裁判の中心となった6人の被害者のうち3人の代理人を務めた弁護士のグロリア・オールレッドは「ケリー氏は自分は罪に問われることはないだろうと思っていたのでしょうが、そうなりませんでした。犠牲者全員を操れるという考えが間違っていたからです」と述べた。ジャクリン・カスリス連邦検事は評決後の記者会見で、「評決により、R・ケリーには、自分の欲望のために名声と財産を利用し、若者や弱い立場の人々、声を上げられない人たちを食い物にする犯罪者の烙印が永遠に押されることになった」と語った。
一方、ケリーの弁護士のデブロー・カニックは 「評決に失望しています」と述べ、上訴を検討すると述べた。
ニューヨークでの有罪判決を受けて、2021年10月時点で、2つの公式YouTubeチャンネル「RKellyTv」と「RKellyVevo」が閉鎖された。しかし、ケリーの音楽は YouTube Music で引き続き利用が可能である。
2022年6月29日、連邦地裁にて禁錮30年の量刑が言い渡された。同年9月14日、シカゴの連邦地裁にて、当時14歳の少女らに対する性的虐待の様子を収めた児童ポルノビデオ作成の罪でも有罪評決を受けた。2023年2月に禁錮20年の量刑を言い渡された。
イリノイ州北部地区での2022年の裁判で、検察官は冒頭陳述要旨で次のように述べ、ケリーには罪の自覚も反省の色もないことを指摘している。
ロバート・ケリーは長年に渡り、特に若い少女をターゲットにし、ジェーンや他の未成年の被害者への虐待を隠すために多大な労力を払ってきた連続性犯罪者である。ケリーは今日に至るまで、そして陪審員の評決の後でも、自分の犯罪に対する責任を受け入れることを拒否している。それどころか、ケリーは厚かましくも被害者を非難し、成人前に被害を受けた被害者の中には、自分と「恋愛や性的関係を持ちたいと思った」者もいれば、大人になっても連絡を取り続けた者もいたのだから、14歳、15歳、16歳の少女に対する自分の虐待行為は正当化されると主張している。56歳になったケリーには、反省の色がなく、子供に対する犯罪行為の重大さを理解しておらず、社会に深刻な危険をもたらしていることは明らかである。連邦政府は、20年以上に渡り全米で発生した重大な行為について、彼を起訴することを選択しており、ケリーは、被害者は自分が虐待した少女たちではなく、起訴される破目になった自分であるとまで主張している。
2021年11月には、ニューヨークの裁判の前に証人の父親の車に放火して脅迫した男に対し、8年の懲役が宣告され、2022年11月には、被害者の一人にストーカー行為と脅迫を行ったとして、ケリーの元マネージャーに対し、20か月の禁固刑が言い渡された。

## 作風
基本的に、作詞、作曲、編曲、ミックス、キーボード、プログラミング、ベースなどをすべて一人でこなすマルチプレイヤーであり、初期からほぼすべてをセルフプロデュースで行っていた。R・ケリーらしさを保ちつつ時代によってサウンドを変えており、1960年代のソウルから、1980年代のブラックコンテンポラリー、2000年代のネオ・ソウル、レゲエ、ヒップホップにいたるまで多彩な要素をうまく組み合わせつつ、絶妙なバランスでソングライティングをこなした。後年は、シカゴステッパーズやレゲエ、ヒップホップの色が強くなっている。ただし、スロージャムに関しては、それらとは逆にメロディーメイカーとしての才能を見せた。

## レコード会社
音楽活動を開始した1990年代初めからJiveレコードと契約していたが、JiveレコードがソニーBMG（ソニーBMG・ミュージックエンタテインメント）の一部になり、ソニーの傘下に入った。2012年からはソニーの子会社であるRCAレコードと契約していた。

## 受賞歴
| アワード                                 | 主催                                         | 受賞                  | ノミネート            |
| ---------------------------------------- | -------------------------------------------- | --------------------- | --------------------- |
| アメリカン・ミュージック・アワード       | ディック・クラーク・プロダクション           | 2回（2000年・2005年） | 11回（1993年-2007年） |
| BETアワード                              | ブラック・エンターテインメント・テレビジョン | 1回（2003年）         | 7回（2001年-2011年）  |
| ビルボード・ミュージック・アワード       | ビルボード                                   | 12回（1994年-2003年） | 15回（1994年-2003年） |
| グラミー賞                               | ザ・レコーディング・アカデミー               | 3回（1998年）         | 25回（1996年-2015年） |
| モボ・アワード                           | モボ・オーガニゼーション                     | 1回（2001年）         | 3回（2001年-2004年）  |
| MTV Video Music Awards                   | MTV                                          | 0回                   | 7回（1994年-2004年）  |
| ソウル・トレイン・ミュージック・アワード | ブラック・エンターテインメント・テレビジョン | 11回（1999年-2006年） | 29回（1995年-2012年） |
| BMIアワード                              | 放送音楽協会（BMI)                           | 19回（1998年-2015年） | 19回（1998年-2015年） |
| NAACPイメージ・アワード                  | 全米黒人地位向上協会                         | 6回（1998年-2013年）  | 8回（1998年-2013年）  |
| ソース・ヒップホップ・アワード           | ザ・ソース (ヒップホップ雑誌)                | 3回（1999年-2003年）  | 5回（1999年-2004年）  |
| Vibeアワード                             | Vibe(ヒップホップ雑誌)                       | 3回（2003年-2013年）  | 9回（2003年-2013年）  |

## 慈善活動
シカゴの慈善団体や子供たちの組織を代表する慈善活動を行い、尊敬と名誉を得てきた。
2007年に、2007年のバージニア工科大学銃乱射事件の後、同大学のために「Rise Up」をリリースし、収益を犠牲者の家族に寄付した。
2010年、FIFAワールドカップのために「Sign of a Victory」を作曲し、その収益を全てアフリカの慈善団体に寄付した。
2011年、雇用・住宅・医療・教育のためのシカゴのプロジェクトの施設「クララズ・ハウス」を支援する、シカゴでのチャリティーイベントに出演した。
2016年、フリントの水道危機（水質汚染問題）の際に水を寄贈した。

## 作品

### アルバム
- ボーン・イントゥ・ザ・90'S - Born Into The 90's （1992年）
- 12プレイ - 12 Play （1993年）※リリース時の邦題は「愛の12プレイ」
- R・ケリー - R. Kelly （1995年）
- R. - R. （1998年）
- TP-2.com - TP-2.com （2000年）
- ザ・ベスト・オブ・ボース・ワールズ - The Best Of Both Worlds （2002年）※ジェイ・Zとの共作
- チョコレート・ファクトリー - Chocolate Factory （2003年）
- グレイテスト・ヒッツ・コレクション：Volume 1 - R In R & B Collection Vol.1 （2003年）
- ハッピー・ピープル／ユー・セイヴド・ミー - Happy People / U Saved Me （2004年）
- アンフィニッシュド・ビジネス - Unfinished Business （2004年）※ジェイ・Zとの共作
- TP.3 リローデッド - TP-3 Reloaded （2005年）
- リミックス・シティー：ボリューム 1 - Remix City: Vol.1 （2005年）
- ダブル・アップ - Double Up （2007年）
- アンタイトル - Untitled （2009年）
- ラヴ・レター - Love Letter （2010年）
- ライト・ミー・バック - Write Me Back （2012年）
- ブラック・パンティーズ - Black Panties （2013年）
- ザ・ビュッフェ - The Buffet （2015年）
- 12ナイツ・オブ・クリスマス - 12 Nights of Christmas（2016年）

### DVD
- グレイテスト・ヒッツ・ビデオ・コレクション - R In R & B - The Video Collection （2003年）
- トラップト・イン・ザ・クローゼット - Trapped In The Closet: Chapters 1-12 （2005年）
- ライヴ! ザ・ライト・イット・アップ・ツアー - Live: The Light It Up Tour （2007年）